# (16) Psyché
Pour les articles homonymes, voir Psyché.
(16) Psyché (nom international : (16) Psyche) est l'un des dix astéroïdes les plus massifs de la ceinture d'astéroïdes. Il fait plus de 200 km de diamètre et représente un peu moins de 1 % de la masse totale de la ceinture d'astéroïdes. Il a été découvert par l'astronome italien Annibale De Gasparis le 17 mars 1852 à Naples et nommé d'après Psyché, une figure mythologique grecque.
Comme les autres astéroïdes de type M (M pour « métal »), dont il est le plus massif, (16) Psyché a d'abord été considéré comme le noyau ferreux résiduel d'une protoplanète, avec à sa surface 90 % de métal. Les données acquises dans les années 2010 ont permis d'estimer sa masse volumique à 3 400–4 100 kg/m3, ce qui conduit à réviser sa composition à 30-60 % de métal seulement, le reste étant probablement constitué de silicates pauvres en fer et de porosité inférieure à 20 %.
Différentes questions sur l'origine de (16) Psyché et ses caractéristiques physiques (pour lesquelles il subsiste des contradictions entre différents jeux de données) devraient trouver des réponses après la mise en orbite de la sonde Psyché, prévue pour 2026. Au moment du lancement de la sonde (le 13 octobre 2023), la NASA précise qu'en 2026 la sonde utilisera l'assistance gravitationnelle de Mars afin d'accroître sa vitesse. Elle se placera en orbite autour de l'astéroïde en 2029 et y restera pendant 26 mois à différentes latitudes.

## Symbole
Les astronomes ont attribué aux quinze premiers astéroïdes découverts des symboles permettant leur notation abrégée. Conformément à cet usage, Psyché est désigné par  qui représente l'aile d'un papillon, symbole de l'âme (Psyché est le mot grec pour « âme »), surmontée d'une étoile. En 1851, l'astronome allemand Johann Franz Encke suggéra d'utiliser un numéro entouré d'un cercle. (16) Psyché fut alors le premier astéroïde récemment découvert à être désigné selon cette nouvelle convention, par l'astronome américain James Ferguson qui publia ses observations en 1852.

## Caractéristiques

### Forme et volume

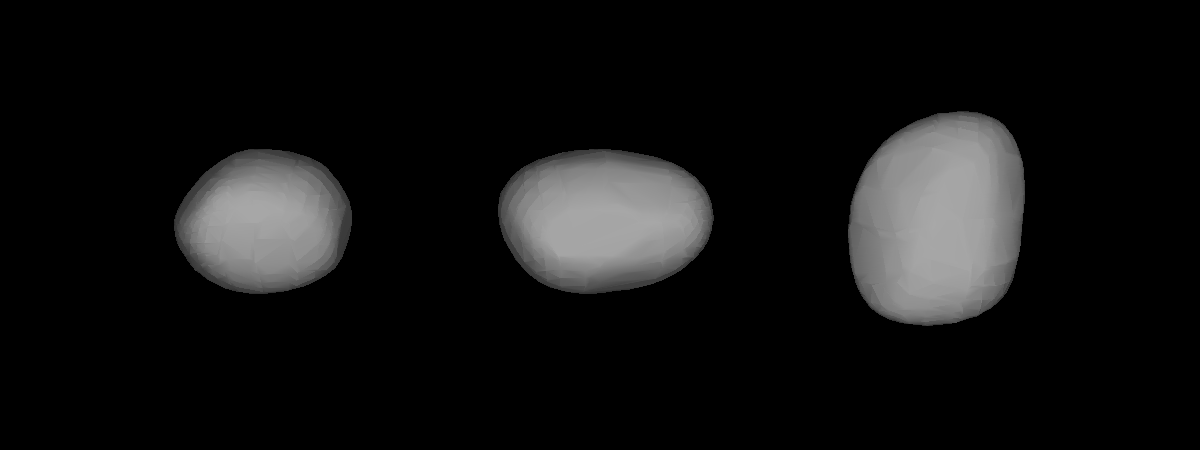
Reconstitution de la forme de l'astéroïde par inversion de sa courbe de lumière.

Plusieurs modèles décrivant la forme de (16) Psyché ont été déduits des images optiques ou radar et des occultations d'étoiles. Cette forme est essentiellement celle d'un ellipsoïde triaxial (290 × 245 × 170 km), pour un volume de (6,04 ± 0,40) × 106 km3.

### Masse
On déduit la masse d'un astéroïde, soit des perturbations orbitales résultant de son interaction gravitationnelle avec un ou plusieurs autres astéroïdes (à l'occasion d'un rapprochement), soit d'une analyse globale des perturbations orbitales dans le Système solaire. La masse de (16) Psyché a d'abord été évaluée à (1,73 ± 0,52) × 1019 kg en 2010, puis à (6,72 ± 0,56) × 1019 kg en 2012, ensuite les estimations ont convergé, aboutissant à (2,287 ± 0,070) × 1019 kg en 2017.

### Masse volumique
Les estimations de la masse volumique de (16) Psyché ont beaucoup fluctué, en suivant celles du volume et surtout de la masse : de 2 500 à 7 600 kg/m3. En 2020 la meilleure estimation est de 3 780 ± 340 kg/m3. Cette masse volumique est l'une des plus élevées parmi les astéroïdes de la ceinture principale, mais elle est assez représentative des masses volumiques des astéroïdes de types X et M quand elles sont estimées avec suffisamment de précision. Elle est en tout cas beaucoup trop petite pour que l'astéroïde soit essentiellement constitué de fer-nickel (masses volumiques de la kamacite et de la taénite : 7 870 et 8 260 kg/m3), elle est même plus petite que celles des sidérolithes (4 200–4 800 kg/m3). Elle est en revanche compatible avec la borne supérieure de celles des chondrites sans porosité, qu'elles soient ordinaires (3 200–3 800 kg/m3), à enstatite (3 100–3 800 kg/m3) ou (excepté les bencubbinites) carbonées (2 200–3 800 kg/m3). Pour que (16) Psyché soit seulement constitué de métal et de vide il faudrait que sa porosité soit de 52 %, ce qui est considéré comme improbable pour un corps essentiellement métallique, mais sa masse volumique peut correspondre à diverses proportions de métal, de silicates et de vide.

### Effusivité thermique
Deux études de 2013 et 2018 ont obtenu pour l'effusivité thermique des résultats contradictoires : 243–284 et 11–53 J m−2 s−½ K−1. Le premier est cohérent avec une surface métallique mais pas le second, qui indique plutôt la présence de silicates et de peu de métal. Il faudra sans doute attendre les observations de la sonde Psyché pour résoudre la contradiction.

### Réflectance radar
La réflectance radar des astéroïdes de types X et M est extrêmement variable (de 0,06 à 0,55), sans qu'on sache si c'est surtout dû à la composition de la surface ou à sa porosité. Celle de (16) Psyché est en moyenne de 0,37 ± 0,09, donc assez élevée et indicative d'une forte proportion de métal. Elle n'est pas uniforme, la moyenne de la face visible variant entre 0,25 et 0,54 au cours de la rotation. Cela est plausiblement dû à des variations géographiques de la proportion de métal.

### Réflectance optique
Dans la classification Bus-DeMeo, Psyché est du type Xk, c'est-à-dire que son spectre est légèrement incurvé et concave vers le bas dans la gamme 0,4–2,5 μm, avec une faible caractéristique entre 0,8 et 1 µm. Ce spectre indique que Psyché a une surface dominée par du fer-nickel métallique à grain relativement fin (20–50 μm), avec en moyenne 6 ± 1 % d'orthopyroxène pauvre en Fe et Ca,. Les variations du spectre au cours de la rotation de l'astéroïde traduisent sans doute la variabilité du pourcentage d'orthopyroxène.
Une absorption particulière à 0,43 µm indique que la surface n'est pas uniquement constituée de métal et de pyroxène. Elle pourrait être due à la présence de clinopyroxène, de jarosite, de chlorite ou de serpentine riche en Mg. Il ne devrait pas y avoir d'olivine ni de minéraux hydratés, dont la présence à des niveaux significatifs se verrait dans le spectre.
La réflectance dans l'infrarouge moyen et dans l'ultraviolet est plus énigmatique et n'a pas reçu d'interprétation claire. Les conclusions précédentes, fondées sur la comparaison de la réflectance de la surface de Psyché avec celles de différents matériaux au laboratoire, sont de toute façon à prendre avec précaution, car des conclusions analogues se sont révélées fausses dans le cas de (21) Lutèce et de Mercure.

### Caractéristiques de surface
L'hémisphère nord de Psyché a été imagé grâce à SPHERE, l'imageur du Very Large Telescope. Ces observations ont relevé deux régions notables : une sombre proche de l'équateur et une brillante près du pôle. Ces deux régions semblent correspondre à des cratères, nommés officieusement Méroé (Meroe) et Panthia (Panthia), d'après les sorcières jumelles dans les Métamorphoses , le roman latin d'Apulée.

### Intérieur
Par conséquent, Psyché semble être un noyau métallique exposé issu d'un corps parent plus grand et différencié de quelque 500 kilomètres de diamètre, similaire à Vesta. Si Psyché est réellement issu d'un tel corps, il pourrait exister d'autres astéroïdes sur une orbite similaire issus de la même collision. Cependant, Psyché ne fait partie d'aucune famille d'astéroïdes identifiée. Une hypothèse est que la collision qui a formé Psyché a eu lieu très tôt dans l'histoire du système solaire, et tous les autres restes ont depuis été pulvérisés en fragments par des collisions ultérieures ou ont vu leur orbites perturbées au-delà de toute identification possible a posteriori. Toutefois, ce scénario est considéré comme ayant une probabilité d'1 % seulement. Une alternative est que Psyché a été malmené par des impacts, mais pas au point d'être détruit intégralement lors d'un impact catastrophique. En suivant cette hypothèse, il pourrait être un bon candidat pour être le corps parent des mésosidérites, une classe de météorites composées pour moitié de fer-nickel.
Psyché est suffisamment massif pour que ses perturbations gravitationnelles sur d'autres astéroïdes puissent être observées, ce qui permet une mesure de sa masse. Les données collectées par le satellite infrarouge IRAS lui attribuent un diamètre de 253 km, alors que les observations lors d'occultations en 2004 ont fourni cinq cordes transversales suggérant un profil de 214 × 181 km. D'autres estimations en 2006 et 2011, ont également suggéré une plus petite taille et donné lieu à une augmentation de sa densité estimée, de fait plus appropriée à un astéroïde métallique. Psyché semble avoir une surface assez régulière et est approximativement ellipsoïdal de forme. L'analyse des courbes de lumière a indiqué que les points polaires de Psyché ont pour coordonnées écliptiques (β, λ) = (-9°, 35°) ou (β, λ) = (-2°, 215°) avec une incertitude de 10°. Cela donne une inclinaison axiale de 95°.
Il est possible qu'au moins quelques exemples de météorites chondritiques de type E puissent provenir de cet astéroïde, comme l'attestent des résultats similaires d'analyse spectrale. Une seule occultation stellaire par Psyché a été observée jusqu'ici, depuis le Mexique le 22 mars 2002. Les variations de la luminosité de Psyché indiquent un corps non sphérique.
L'astéroïde abriterait une grande quantité d'or et de métaux précieux pour une valeur totale de près de 700 trillions de dollars,. Cette valeur correspond au prix des métaux précieux au début 2020, multiplié par la quantité supposée contenue dans l'astéroïde.

## Exploration
Aucun engin spatial n'a encore visité Psyché, mais en 2014, une mission d'exploration a été proposée à la NASA. Une équipe dirigée par Lindy Elkins-Tanton, la directrice de l'École des sciences de la Terre et de l'espace à l'Université d'État de l'Arizona, a présenté le concept d'un orbiteur robotique de Psyché. Cette équipe a soutenu que Psyché serait un objet précieux à étudier car il s'agit du seul corps métallique semblable à un noyau découvert jusqu'à présent.
L'engin spatial orbiterait autour de Psyché pendant vingt mois, étudiant sa topographie, ses caractéristiques de surface, sa gravité, son magnétisme et d'autres caractéristiques. Construit selon des technologies éprouvées, il permettrait d'éviter un coût élevé et la nécessité de développer de nouvelles technologies. Le 30 septembre 2015, la mission a été l'une des cinq propositions de demi-finalistes du programme Discovery.
La mission a été approuvée par la NASA le 4 janvier 2017 et devait initialement être lancée en octobre 2023, avec une assistance gravitationnelle terrestre en 2024, un survol de Mars en 2025 et une arrivée sur l'astéroïde en 2030. En mai 2017, la date de lancement a été avancée pour cibler une trajectoire plus efficace, avec un lancement en 2022, une assistance gravitationnelle martienne en 2023 et une arrivée en 2026.
Le 28 février 2020, la NASA a attribué à SpaceX un contrat de 117 millions de dollars US pour lancer la sonde spatiale Psyché, ainsi que deux missions secondaires de petits satellites, au moyen d'une fusée Falcon Heavy. En septembre 2023, la mission devait être lancée au plus tôt le 5 octobre 2023, pour atteindre l'astéroïde en août 2029. Finalement, la sonde est lancée le 13 octobre 2023, pour une insertion en orbite autour de l'astéroïde en juillet 2029.